# تامینیمی
تامینیمی (انگلیسی: Tamminiemi)، (سوئدی: Villa Ekudden) یک ویلا و خانه‌موزه در منطقه می‌لاهتی هلسینکی، فنلاند است.
این محل یکی از سه اقامتگاه رسمی رئیس‌جمهور فنلاند از سال ۱۹۴۰ تا ۱۹۸۱ بود.
اورهو ککونن از سال ۱۹۵۶، تا زمان مرگ در ۱۹۸۶ در این بنا اقامت داشت. از سال ۱۹۸۷ این بنا موزه اورهو ککونن است.

## پیشینه
ویلا در سال ۱۹۰۴ توسط سیگورد فروستروس برای تاجر دانمارکی یورگن نیسن طراحی و ساخته شد. بعداً این ویلا توسط برخی متمولین اجاره می‌شد، سرانجام ۲۰ سال بعد این بنا توسط آموس اندرسون ناشر و بنیانگذار بزرگترین روزنامه سوئدی زبان فنلاند، در سال ۱۹۲۴ به‌طور قطعی خریداری شد. ۱۶ سال بعد در سال ۱۹۴۰ وی ملک تامینیمی را به دولت فنلاند به عنوان محل اقامت رئیس‌جمهور اهدا کرد.

## معماری
تامینیمی در سبک معماری هنر نو در پارکی کنار دریاچه واقع شده‌است. مساحت زیربنای آن حدود ۴۵۰ متر مربع (۴۸۰۰ فوت مربع) است. این بنا ۳ طبقه دارد که دوطبقه اول و دوم محل زندگی و طبقه سوم فضای اداری بوده‌است.
از سال ۱۹۹۰ برخی اقدامات از تمیزکاری و کرمت بنا انجام شده بدون اینکه ظاهر تاریخی آن لطمه‌ای ببیند.

## نگارخانه

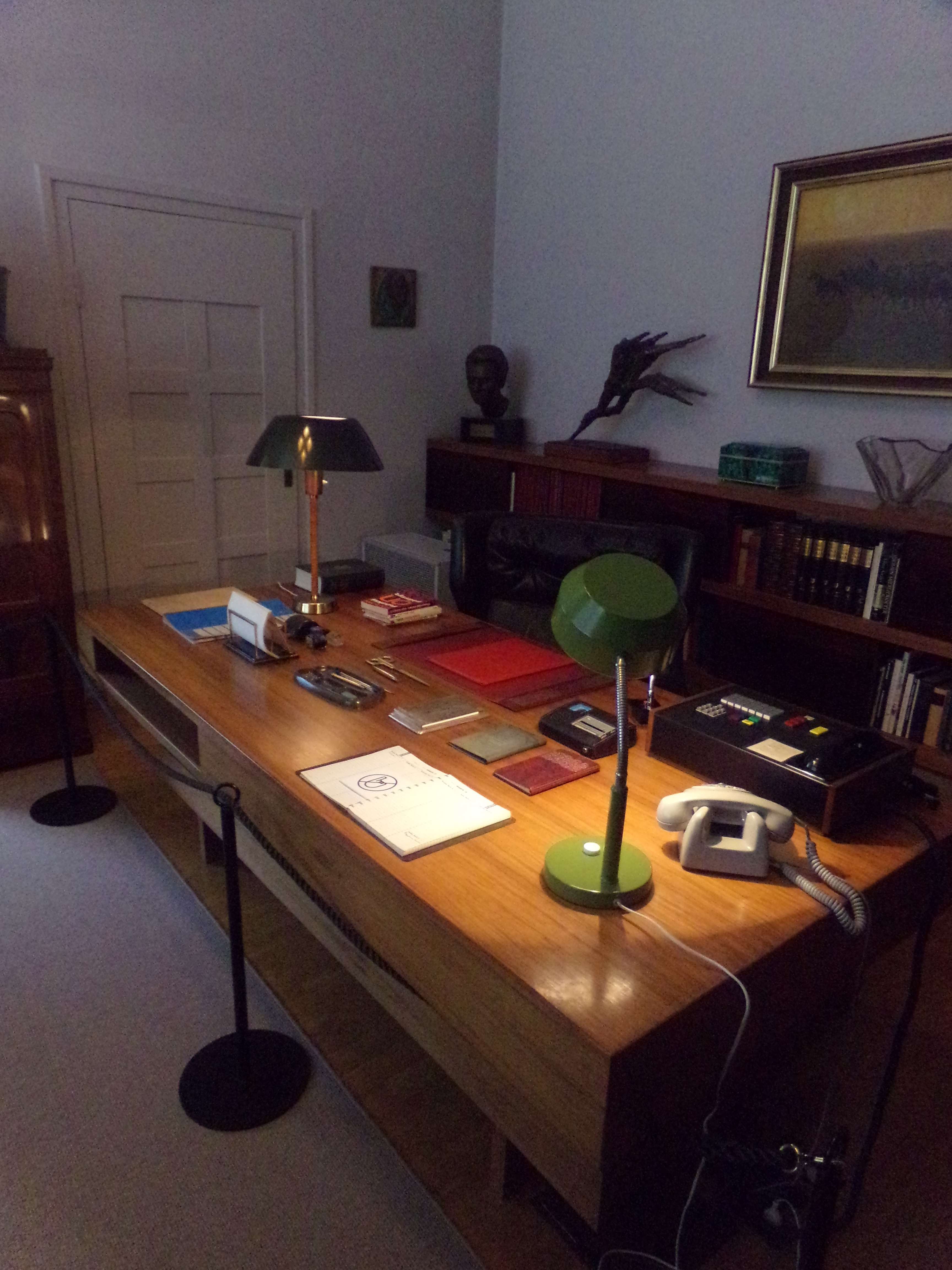
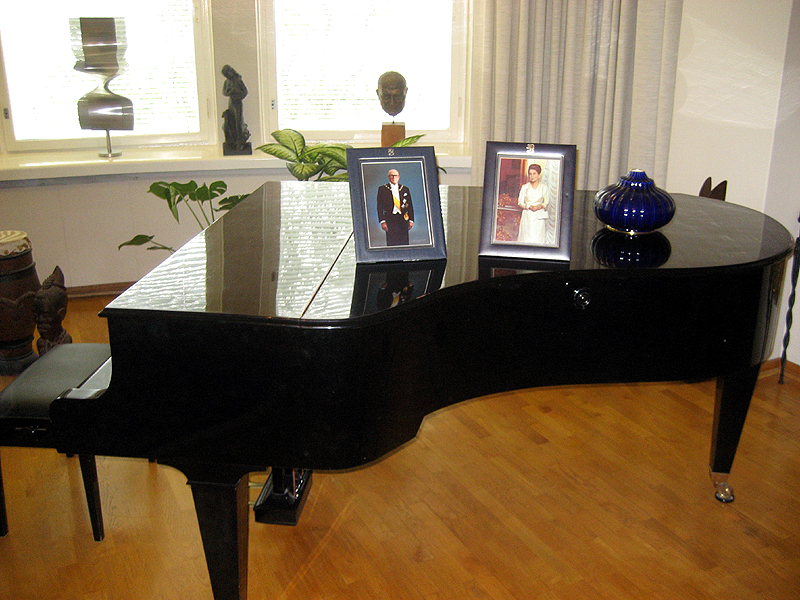
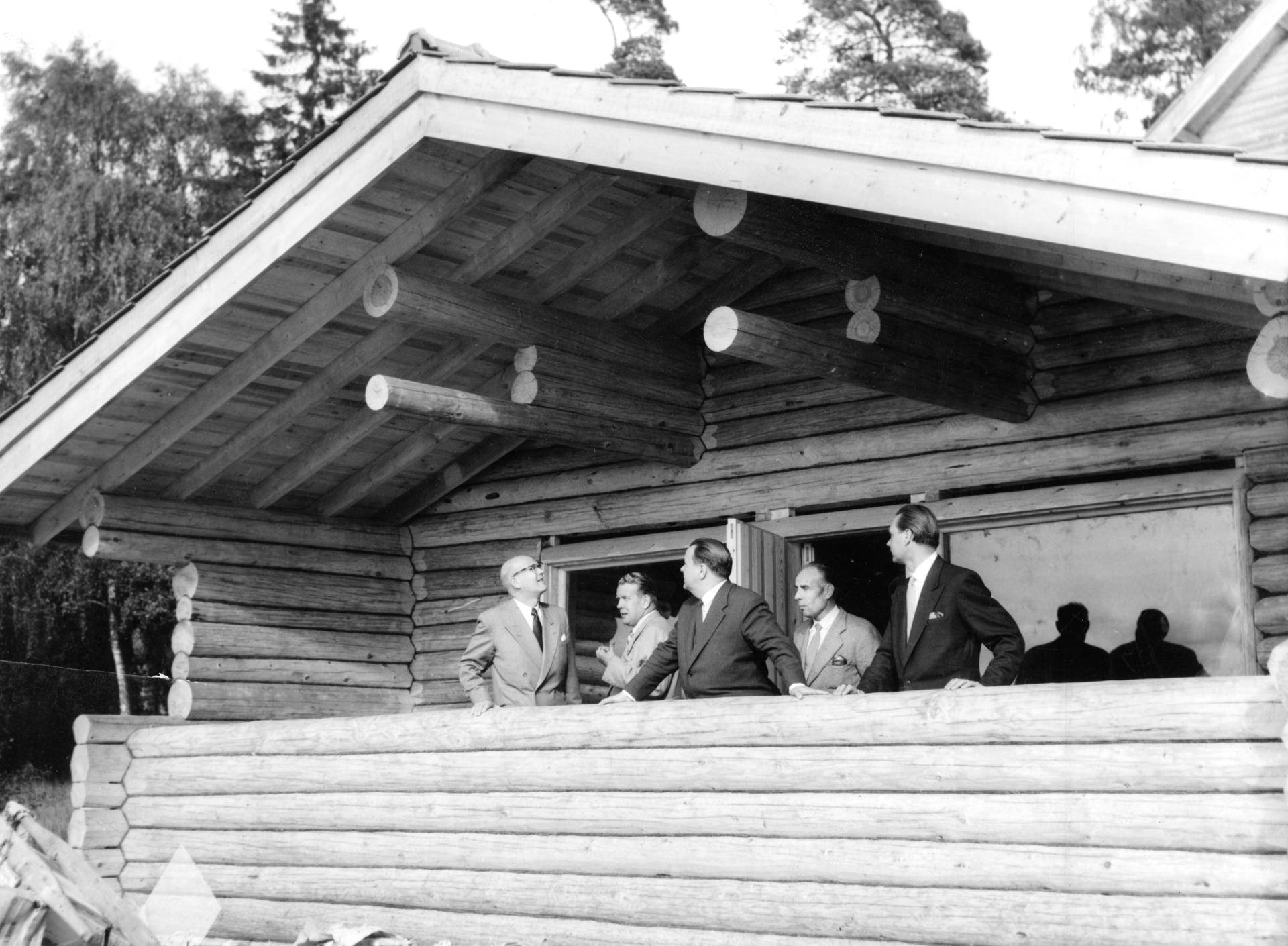
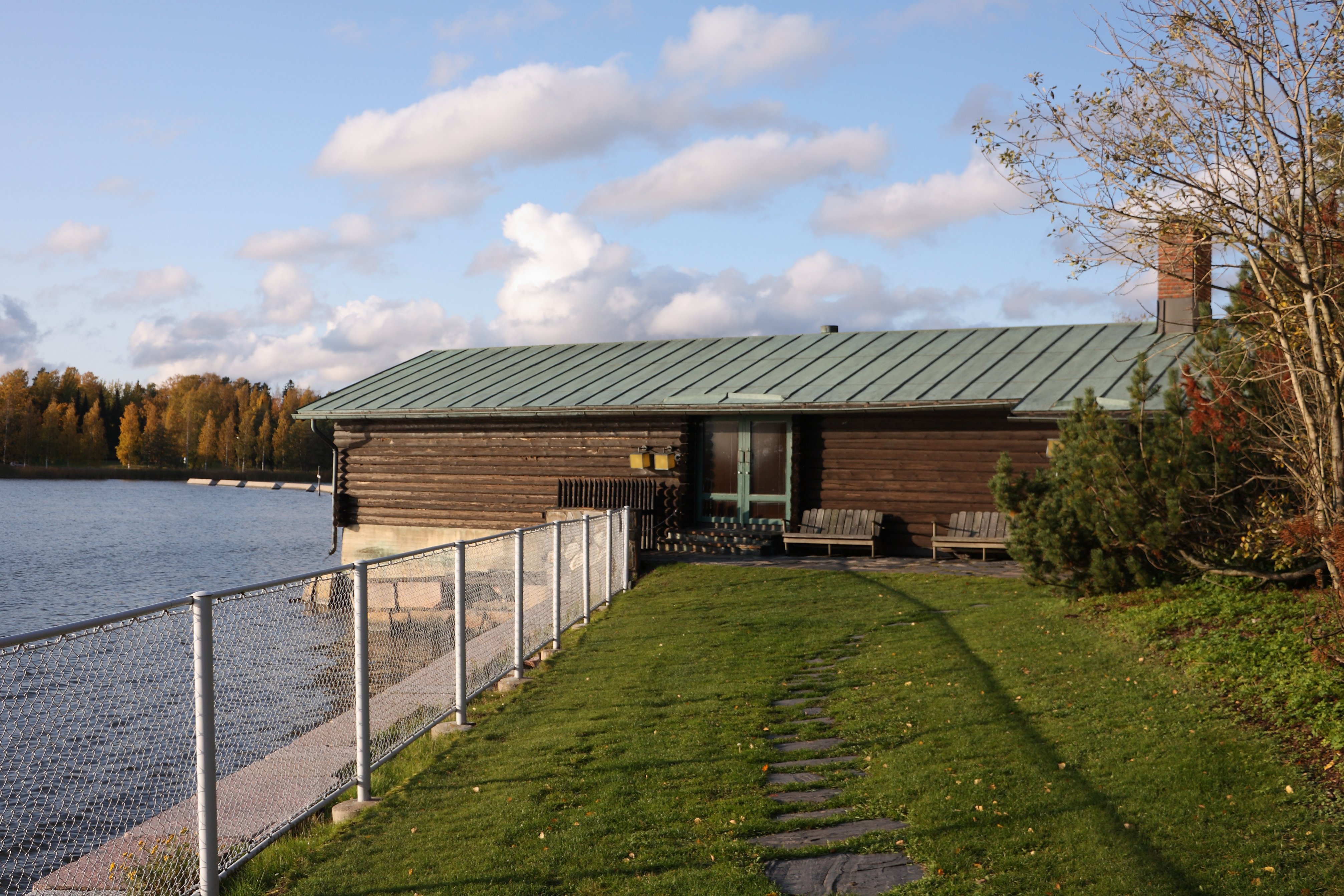
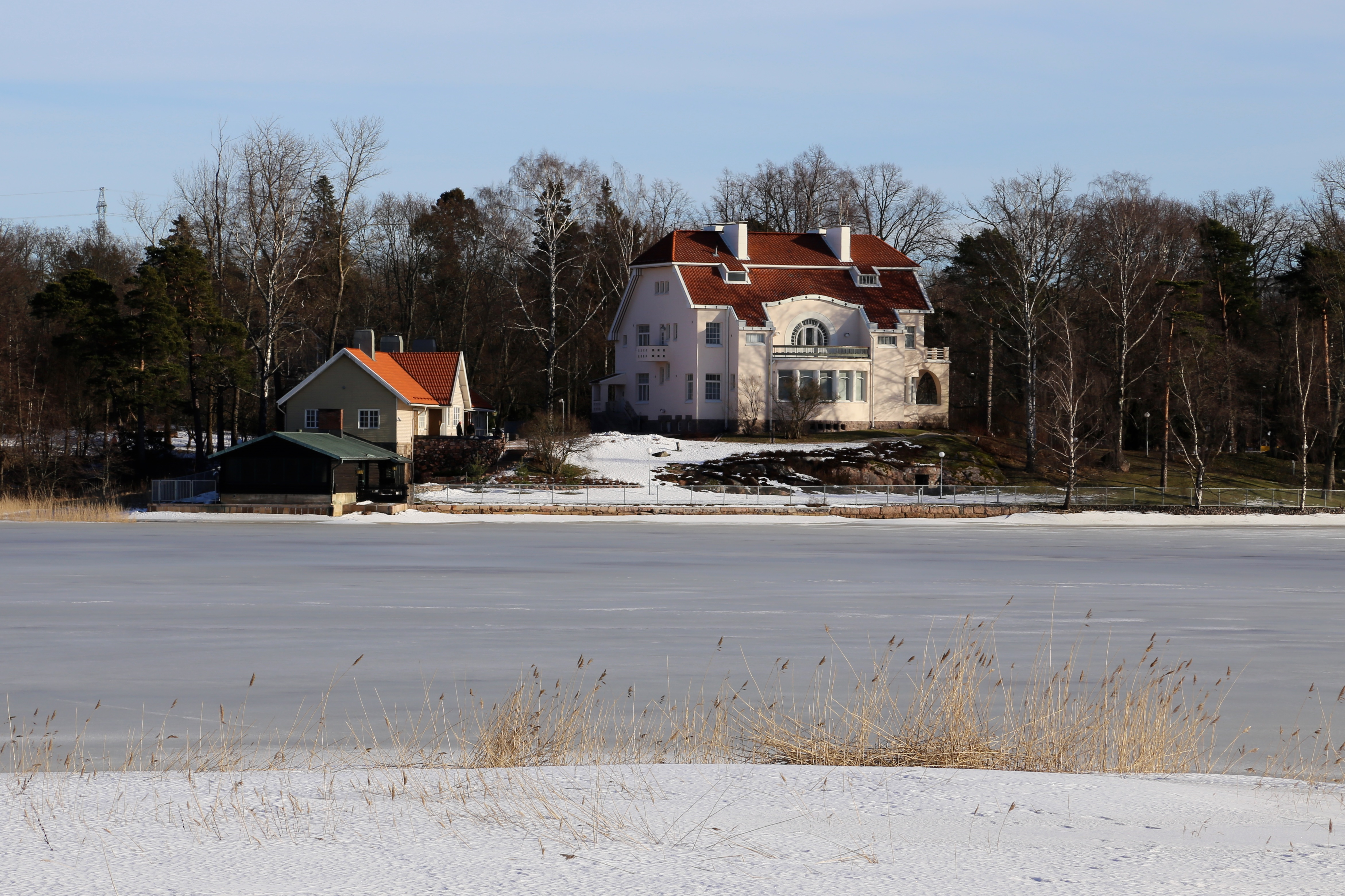
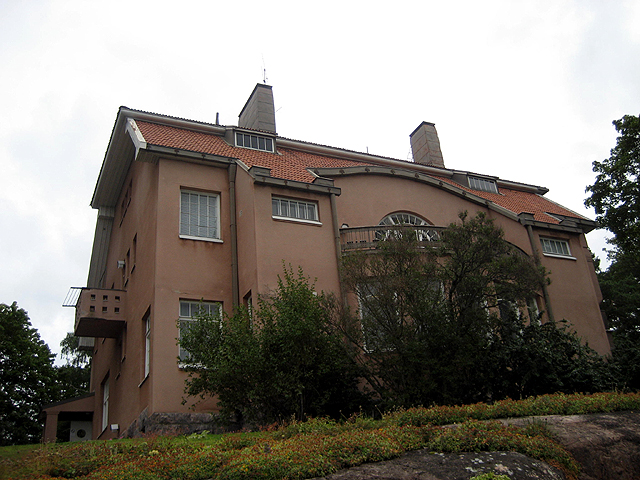
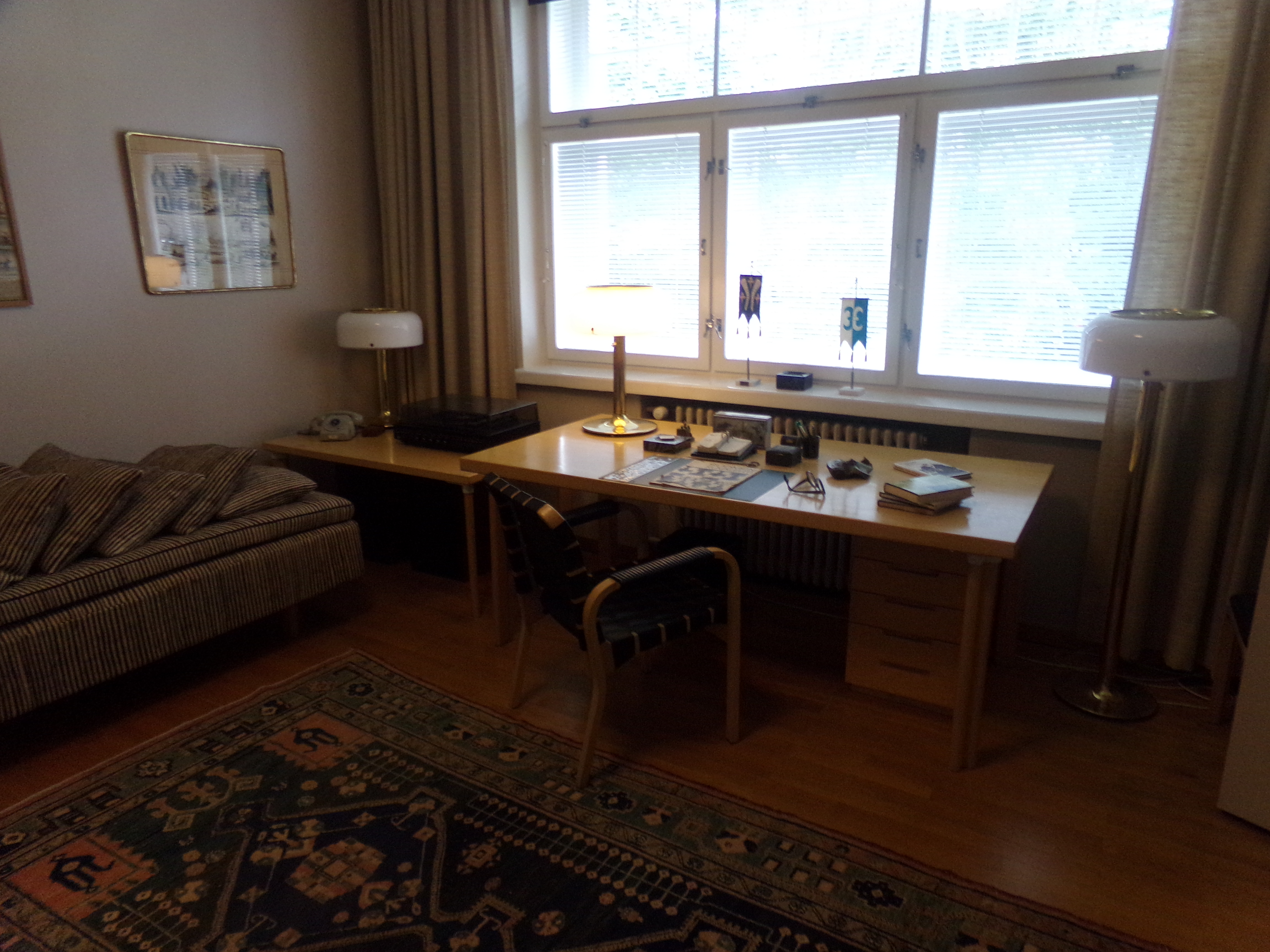
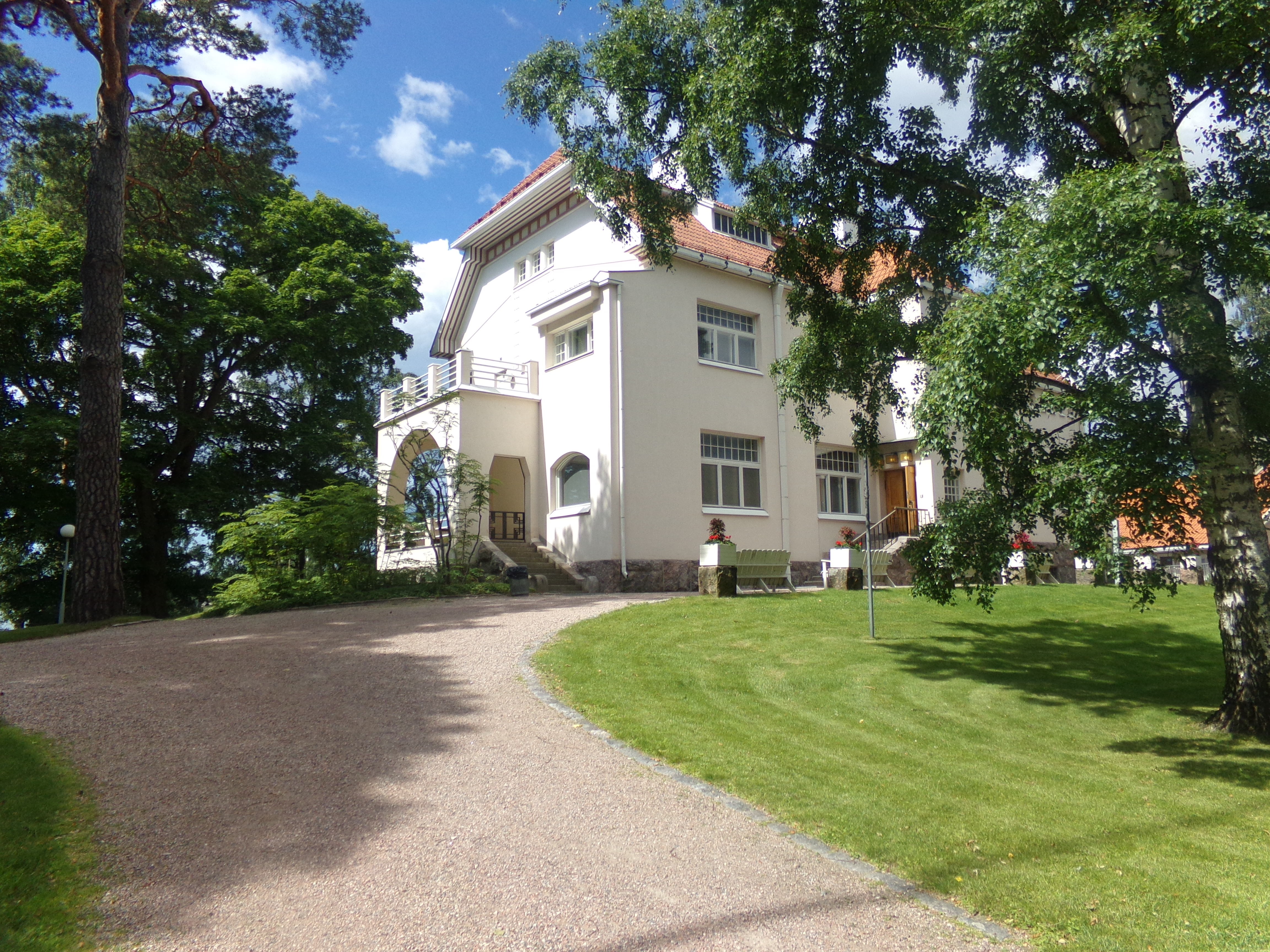
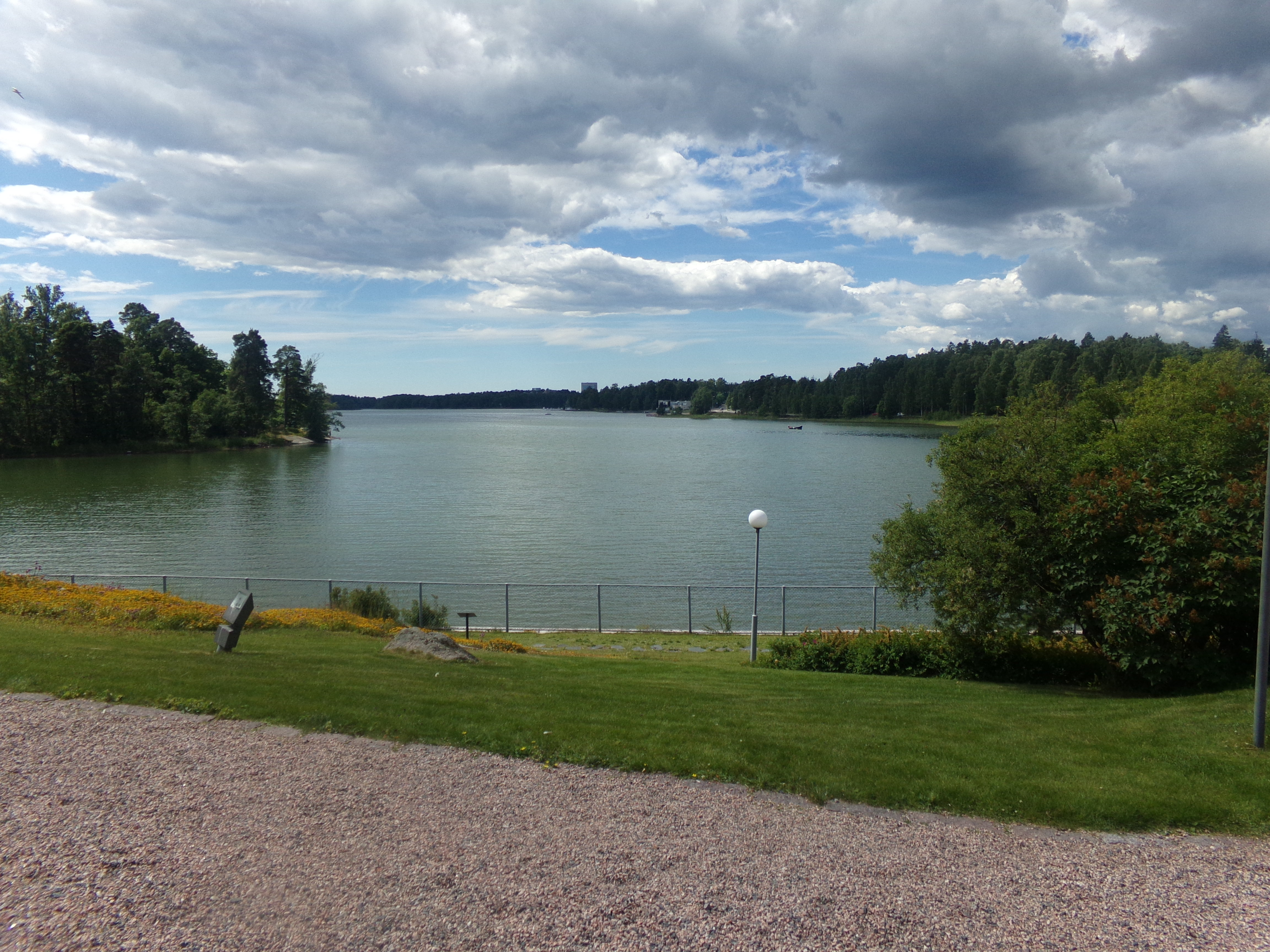
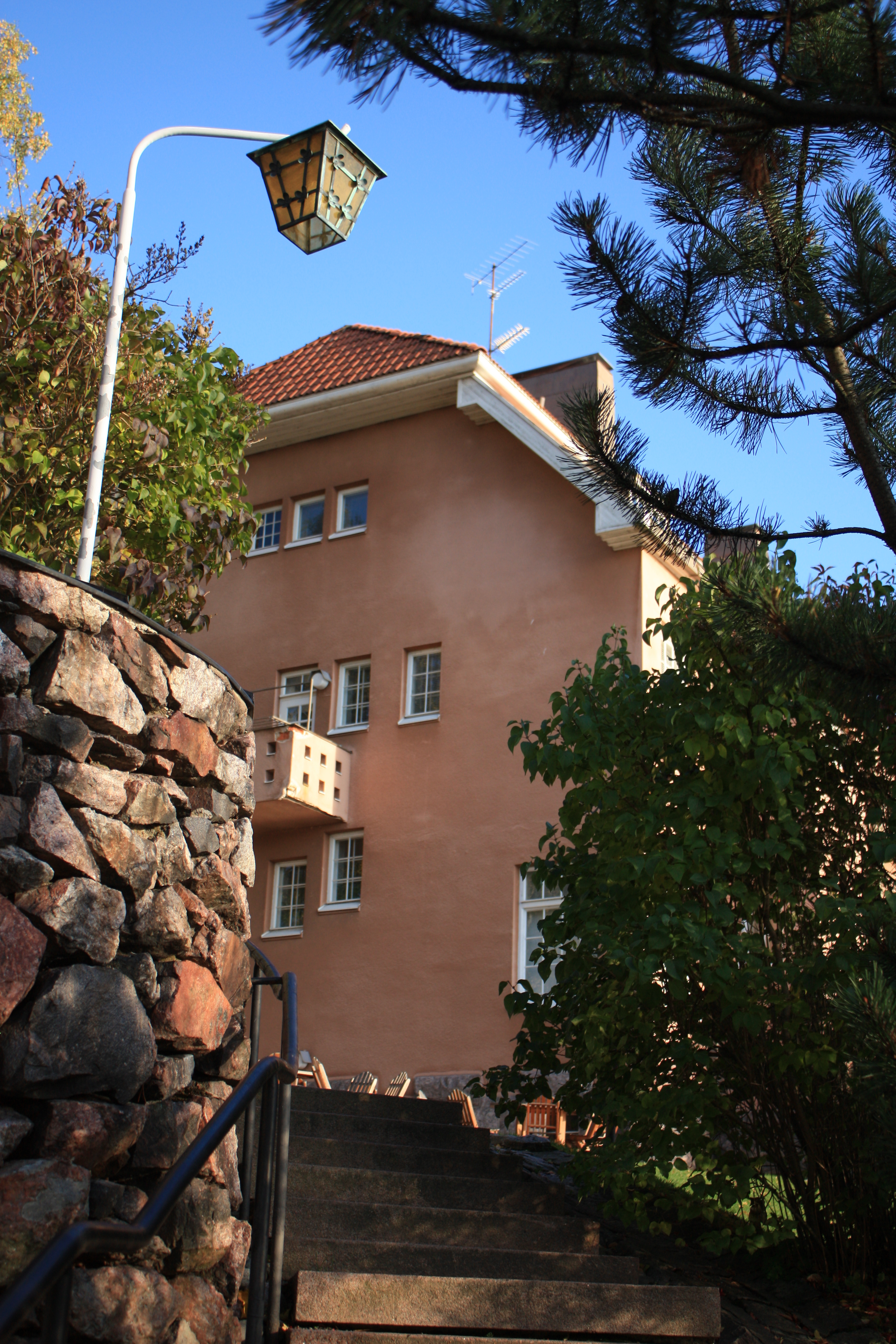